# 二階堂行直
二階堂 行直（にかいどう ゆきなお）は、南北朝時代の武士。室町幕府政所執事。旧名は高衡。

## 生涯
二階堂貞衡の子。二階堂行朝の後任として、暦応3年/興国元年（1340年）から貞和2年/興国7年（1346年）まで室町幕府政所執事を務めた。
　